# Vallées-d'Antraigues-Asperjoc
Vallées-d'Antraigues-Asperjoc é uma comuna francesa na região administrativa de Auvérnia-Ródano-Alpes, no departamento de Ardèche. Estende-se por uma área de 21.93 km². Em 2010 a comuna tinha 939 habitantes (densidade: 42,8 hab./km²).
Foi criada em 1 de janeiro de 2019, a partir da fusão das antigas comunas de Antraigues-sur-Volane e Asperjoc.